# Régulateur de vitesse

Icône de régulation de vitesse communément présente sur les tableaux de bord des véhicules. Cet indicateur est spécifié par l'ISO-7000-2047, l'ISO 2575:2010 et l'ISO 6727. Un autre indicateur existe pour le plus moderne adaptive cruise control mais en l'absence d'indicateur dédié au limiteur de vitesse ce même indicateur est utilisé sur certains véhicules pour cette autre fonction.

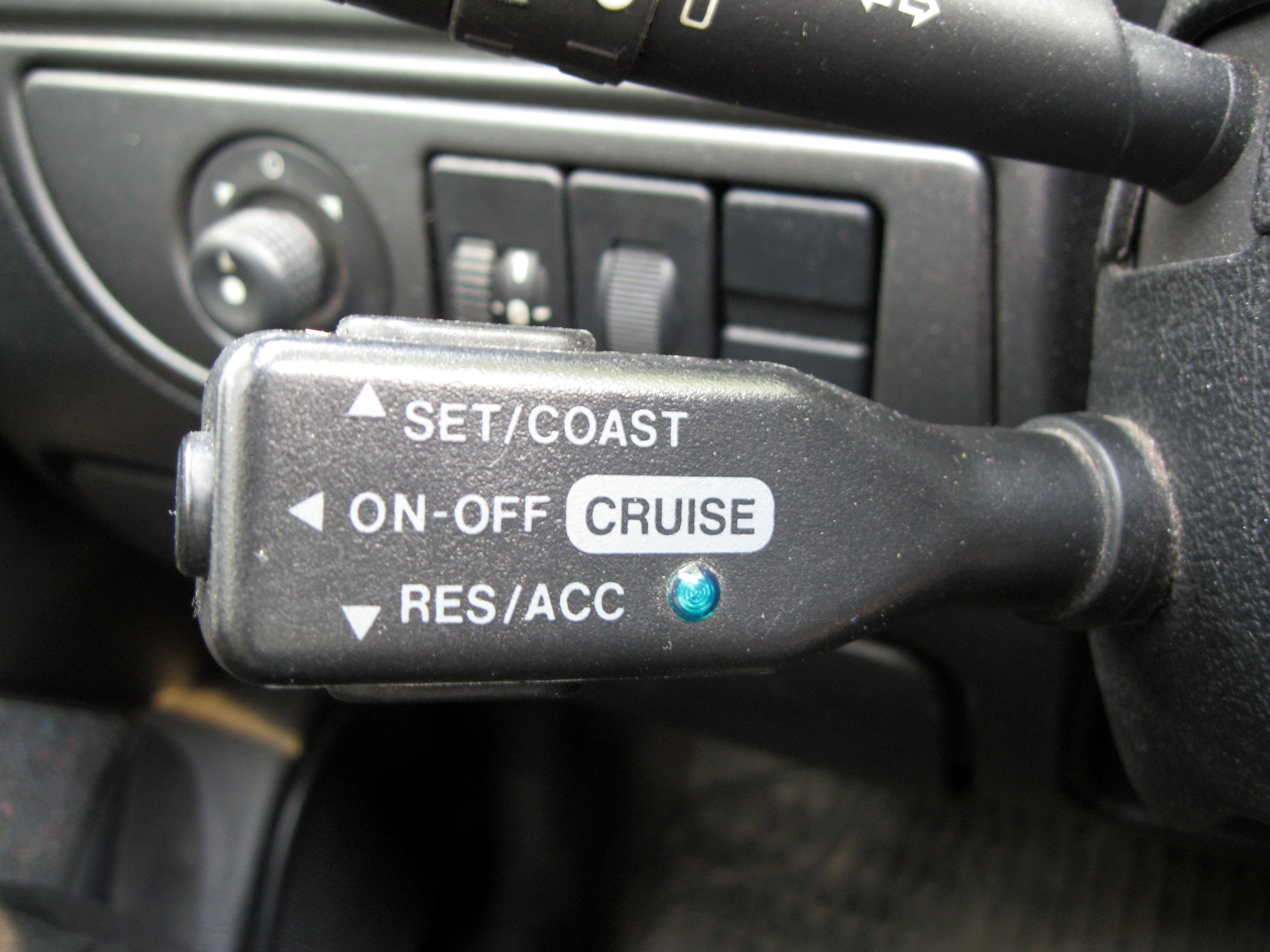
Commande de régulateur de vitesse d'une Citroën Xsara.

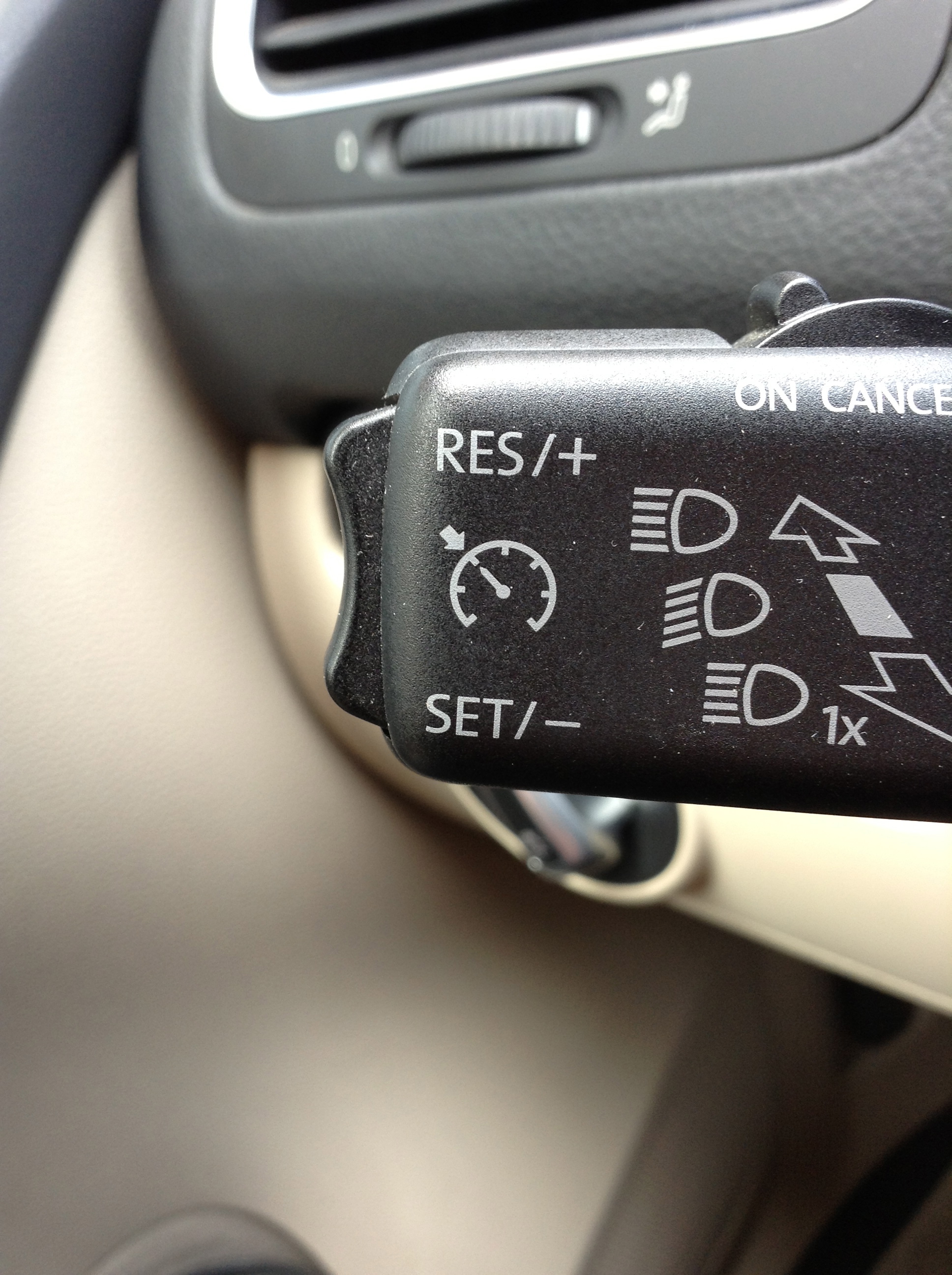
Régulateur de vitesse sur une voiture Volkswagen Golf Mk6.

Un régulateur de vitesse (ou cruise control ou autocruise ou autocroisière ou plus souvent, tempomat sur les véhicules allemands) est un système destiné à stabiliser automatiquement la vitesse des véhicules automobiles. Le conducteur fixe la vitesse à laquelle il veut rouler puis l'automatisme prend le relais et maintient la vitesse définie. Ce régulateur de vitesse maintient une vitesse fixe sans aucun contrôle du conducteur sur l'accélérateur. Freiner ou débrayer désactive le régulateur de vitesse, il faut ensuite le réactiver. Cependant, activer le régulateur à une vitesse préprogrammée plus élevée que la vitesse actuelle provoque l'accélération du véhicule seul, sans appui sur l'accélérateur de la part du conducteur, jusqu'à la vitesse préprogrammée, que le régulateur maintient ensuite.
Un régulateur de vitesse est différent d'un limiteur de vitesse, car le régulateur maintient constante la vitesse programmée sans appui sur la pédale d'accélération, alors que le limiteur de vitesse laisse le conducteur décider au moyen de l'accélérateur de la vitesse du véhicule jusqu'à hauteur de la vitesse limitée.

## Historique
Inventé en 1945 par l'inventeur et ingénieur mécanicien américain Ralph Teetor, le premier régulateur de vitesse a été installé dans la Chrysler Imperial en 1958. Au XXIe siècle, la plupart des véhicules commercialisés aux États-Unis en sont équipés.

## Avantages
Ce système est pratique sur de longues distances et permet généralement un usage optimal de la consommation de carburant, en particulier lorsqu'il s'agit de régulateur de vitesse adaptatif. Il permet aussi d'éviter les excès de vitesse par inadvertance.
L'utilisation généralisée sur autoroute du régulateur de vitesse adaptatif (ACC) permettrait d'éviter certains embouteillages fantômes, selon Ford.
Généralement il faut réenclencher le régulateur après un appui sur la pédale d'embrayage mais certains constructeurs (notamment OPEL) ont amélioré le système en provoquant une remise en fonction automatique du régulateur après cette manœuvre pourvu qu'elle intervienne dans un temps limité, généralement de 3 à 5 secondes.
Un des avantages du régulateur — bien que jamais mentionné — est de pouvoir garder le pied prépositionné sur la pédale de frein permettant de gagner quelques dixièmes de seconde sur le temps de réaction en cas de freinage d'urgence.

## Inconvénients
Les régulateurs de vitesse des autocars présents en France, selon un rapport de 2015, ont des fonctionnements variés. Ainsi, selon le BEA-TT, une normalisation des commandes des ralentisseurs et des régulateurs de vitesse serait nécessaire à une bonne ergonomie et à une meilleure prise en main. Le BEA-TT considère aussi que l’utilisation du régulateur de vitesse pour « freiner » le véhicule est un facteur de risques important en situation d’urgence.
Deux inconvénients du régulateur influencent négativement la conduite :
- les dépassements sont plus longs, et les distances de sécurité réduites ;
- une moindre vigilance due à une moindre activité du conducteur[6].

Un Coroner peut considérer que les régulateurs de vitesse peuvent avoir des effets néfastes en permettant que le véhicule circule à une certaine vitesse indépendamment du contrôle du conducteur.
De manière mystérieuse, certains régulateurs semblent pouvoir se bloquer sans pouvoir être débloqués par la pédale de frein, et sans laisser de trace, mais il est aussi possible que le fait soit généré par un dysfonctionnement de la pédale de frein plutôt que par un dysfonctionnement du régulateur.

## Distinction entre régulateur de vitesse et limiteur de vitesse
Le limiteur de vitesse est réglementé par le règlement 89 de la CEE-ONU, sous les vocables limiteur de vitesse 
(DLV) ou  dispositif limiteur réglable de la vitesse (DLRV)
Le limiteur de vitesse est une fonction de bridage électronique de la vitesse maximale du véhicule qui peut aider le conducteur à ne pas dépasser la limitation de vitesse autorisée. Lorsque ce bridage est activé, il permet au conducteur de gérer la vitesse: ralentir, s'arrêter, repartir, mais permet de ne pas dépasser la vitesse limite programmée. Le limiteur n'est désactivé ni par les accélérations ni par les freinages. Ainsi techniquement il peut s'utiliser partout même en ville. Le limiteur de vitesse peut être programmé sur la vitesse maximum autorisée, lorsque celle-ci ne change pas trop souvent.
En laissant le pied sur l'accélérateur, le conducteur maintient aussi le véhicule à la vitesse limite programmée, et obtient de cette manière une vitesse constante. L'obtention d'une vitesse constante et le partage de mêmes boutons pour les deux fonctions crée une certaine ressemblance entre régulateur de vitesse et limiteur de vitesse. Les deux moyens restent toutefois différents dans leur utilisation: condition de désactivation et respect des distances de sécurité notamment.
En Europe, le limiteur de vitesse a été rendu obligatoire sur les véhicules lourds par les directives 92/6/CEE et directive 2002/85/CE. À partir de 2022, tout type de véhicule commercialisé dans l'UE devra être équipé d'un système d’adaptation intelligente de la vitesse (ou limiteur de vitesse intelligent). Ce dernier se base sur la technologie de reconnaissance des panneaux. En fonction de la vitesse maximale autorisée, le limiteur de vitesse intelligent ajuste automatiquement la vitesse maximale possible dans le véhicule.
Au sens du règlement délégué (UE) 2021/1958 de la Commission du 23 juin 2021: «Un système d’adaptation intelligente de la vitesse (ISA) comporte une fonction d’information concernant la limite de vitesse (SLIF) et soit une fonction d’avertissement concernant la limite de vitesse (SLWF), soit une fonction de régulation de la vitesse (SCF).».

## Fonctionnement
Le système est constitué principalement :
1. d'un capteur de la vitesse du véhicule, placé au niveau de la sortie de la boîte de vitesses (couplé éventuellement au détecteur de blocage ABS) ;
2. d'un ECM (Engine Control Module, ou en français « unité de contrôle du moteur »).

L'ECM reçoit la mesure effectuée par le capteur de vitesse, et effectue seul les corrections du régime du moteur en fonction de la consigne fixée par l'utilisateur et la vitesse mesurée. Il contrôle le régime du moteur en se substituant au pied droit du conducteur pour actionner l'accélérateur.
Les véhicules les plus récents n'ayant plus de câble d'accélérateur, c'est le micromoteur de commande des gaz qui est directement commandé par le calculateur général du véhicule, lequel assure désormais de nombreuses autres fonctions en gérant toute l'électronique.
Le conducteur dispose d'une ou plusieurs commandes, de préférence au volant sur une seule manette, lui permettant d'activer le régulateur, de choisir sa vitesse de croisière, et de revenir au mode classique.
Différentes fonctions peuvent être ajoutées, comme le retour en mode régulation après un passage en mode classique, le choix du mode limiteur plutôt que régulateur, par exemple. Une alarme de dépassement de la vitesse programmée peut éventuellement être activée.

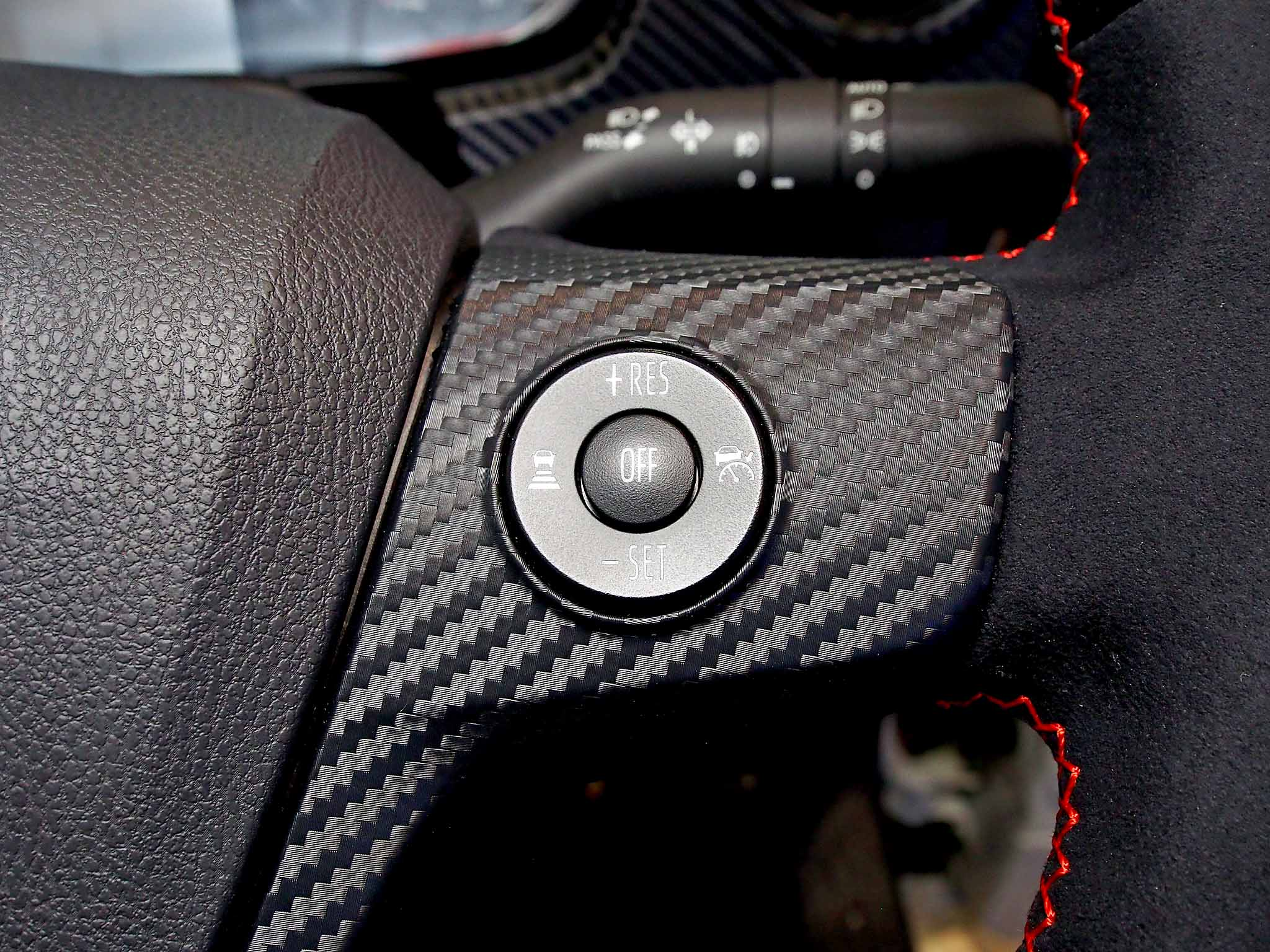
Hino Profia FW1EXHG, commande du régulateur sur le volant
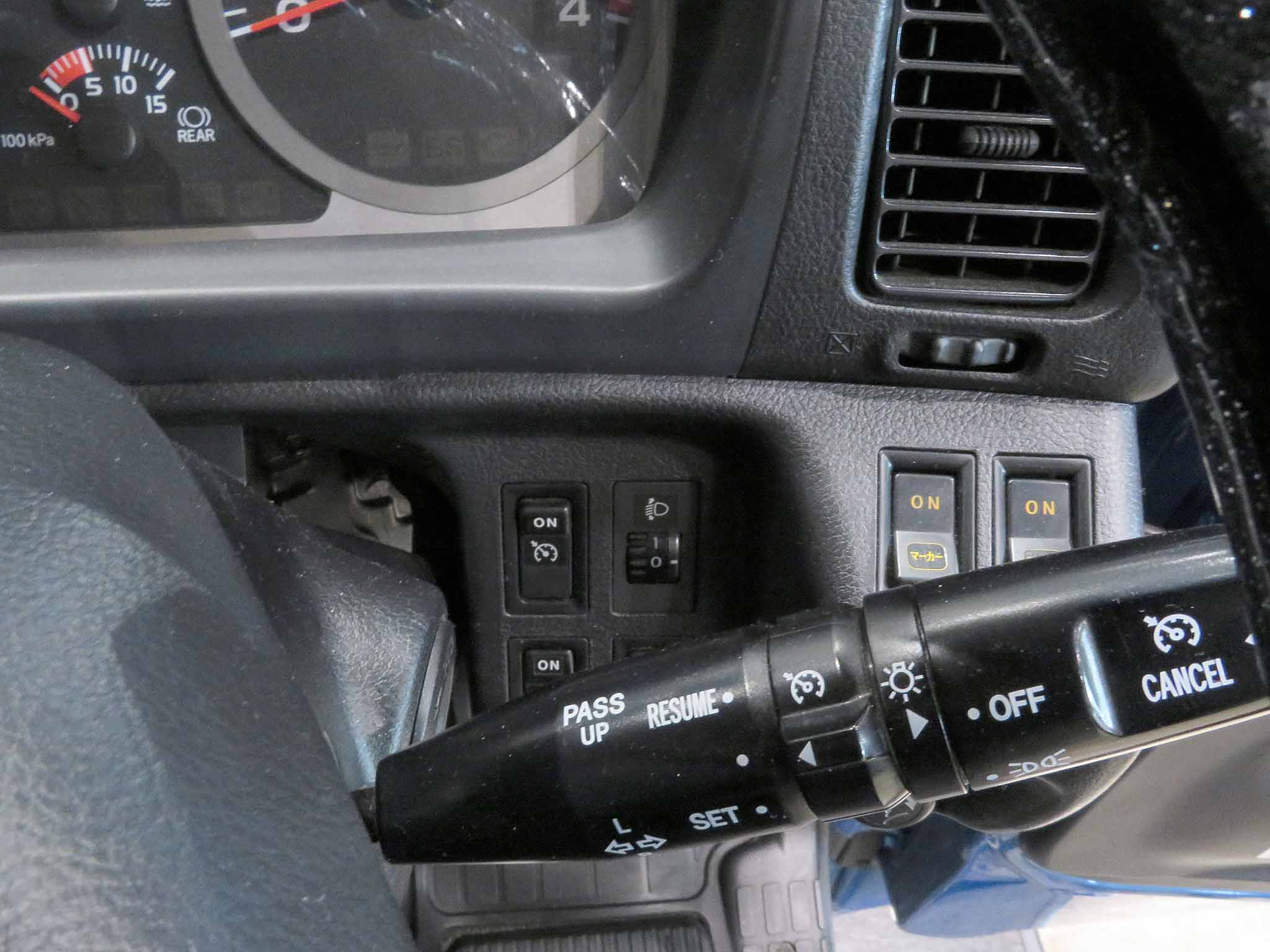
Hino Ranger FD7JLA, commande sur commodo
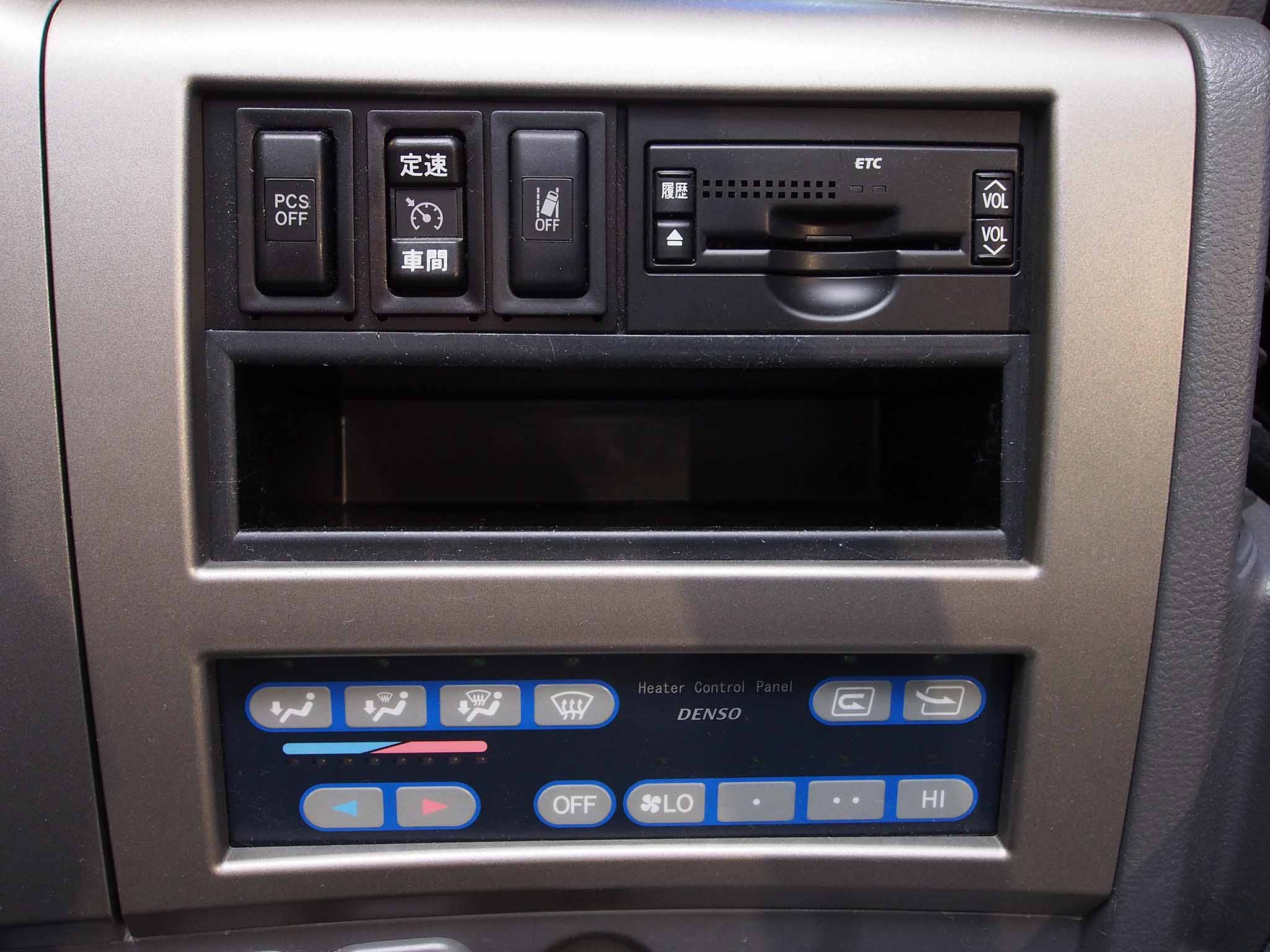
Hino Motors Selega RU1ESCB, commande sur console centrale (régulateur adaptatif ACC)

## Sécurités
Certaines sécurités sont couplées à ce système. Différents systèmes permettent de désactiver le régulateur : selon le constructeur, une action sur la pédale de freins, l'embrayage (pour les boîtes de vitesses manuelles) ou le levier de sélection des vitesses désactive immédiatement le régulateur. Le système ne peut généralement pas être activé avant d'avoir atteint une vitesse suffisante (de 30 à 70 km/h) et, chez certains constructeurs, n'est actif que pour les rapports de boîte supérieurs dans le cas de boîte de vitesses manuelle.
La plupart des véhicules équipés de régulateur de vitesse disposent également d'un système d'antipatinage, ce qui permet de désactiver automatiquement et temporairement le régulateur de vitesse si les roues motrices patinent ou si une roue se bloque,. Certains véhicules possèdent d'autres systèmes de surveillance, comme la désactivation automatique du régulateur si une augmentation de la vitesse d'une durée de plus de 60 secondes est mesurée,.

## Apprentissage
La conduite sous régulateur de vitesse qui en principe ne présente pas de difficultés — même si les différentes dispositions des commandes ne sont pas uniformisées — nécessite cependant quelques petites adaptations comportementales. La maîtrise du véhicule devant toujours rester au conducteur, son attention ne doit pas se relâcher. Les commandes habituelles du véhicule : frein, embrayage et, généralement, l'accélérateur, doivent garder chez le conducteur leur fonction « réflexe », car en cas de problème, en désactivant le régulateur automatiquement si on les sollicite, elles reprendront leur fonctionnement classique.
La présence d'un régulateur de vitesse fait apparaître deux modes de conduite. Dans la conduite classique sans régulateur de vitesse, lorsque le conducteur déplace l'accélérateur d'un véhicule, il modifie la commande de couple du moteur. Le conducteur doit rester vigilant pour anticiper et calculer les corrections à apporter en fonction de nombreux paramètres (comme le profil et de l'état de la route). Avec le régulateur de vitesse seul, la vitesse est maintenue constante ; le régulateur n'allège le conducteur que de cette tâche.
Cependant, le régulateur de vitesse constitue un progrès dans le domaine de la sécurité. Il libère le conducteur de la hantise du dépassement des vitesses limites autorisées, ce qui lui permet de reporter la partie de son attention autrefois dévolue à cette tâche aux autres aspects de la conduite automobile, et d'adopter une conduite confortable et nettement plus détendue[réf. souhaitée].
En matière de sécurité, le régulateur est critiqué par la fondation Vinci qui y voit une source d'augmentation de l’hypovigilance dons une étude inédite de 20213.
En Belgique, on considère que pour maintenir la sécurité, un apprentissage est nécéssaire. L'étude montre également une moindre réaction en cas d'urgence.
Dans les descentes assez raides, le système atteint ses limites, le conducteur doit soit rétrograder sur le rapport inférieur, soit, le cas échéant, freiner par les moyens classiques. Il n'est pas prudent de maintenir le système en fonction, dès que la circulation se densifie ou sur route sinueuse. Son utilisation est tout à fait exclue en ville.
Cependant, certaines boîtes automatiques équipées d'un régulateur maintiennent la vitesse même sur une forte pente, sauf dysfonctionnement. Les moteurs Diesel de grosse cylindrée, qui fournissent un important frein-moteur, le permettent également, même en boîte manuelle. En France où la motorisation Diesel est largement répandue, il est fréquent que les grandes routières soient équipées ainsi, ce qui renforce l'attrait du régulateur sur ces véhicules.
Ce système permet d'abaisser, d'une façon sensible, la consommation de carburant.

## Autres fonctionnalités
Un développement datant de l'année 1999 permet, avec le couplage à un radar anti-collision, des avancées supplémentaires dans le domaine de la sécurité. Il est désormais possible de conduire à une distance de sécurité du véhicule précédent en asservissant la vitesse du véhicule sur la vitesse du véhicule précédent, on parle alors de régulateur de vitesse adaptatif (ACC) également connue sous l'acronyme ACC. De plus, par la mesure du taux de variation de la vitesse du véhicule précédent (décélération) une alarme peut être déclenchée, allant même jusqu'à l'activation des freins du véhicule suiveur.
En 2019, des développements récents envisagent de nouvelles fonctionnalités: feux rouges (BMW), cut-in et queue de poisson (Honda), adaptation à l'environnement (Hyundai).
D'autres systèmes existent comme l'adaptation intelligente de la vitesse.

## Diffusion
Le régulateur de vitesse et le limiteur sont proposés par de nombreux constructeurs automobiles, notamment par les marques les plus importantes, et sur des véhicules de différentes catégories.